# Charles Talbot, 1. Baron Talbot of Hensol

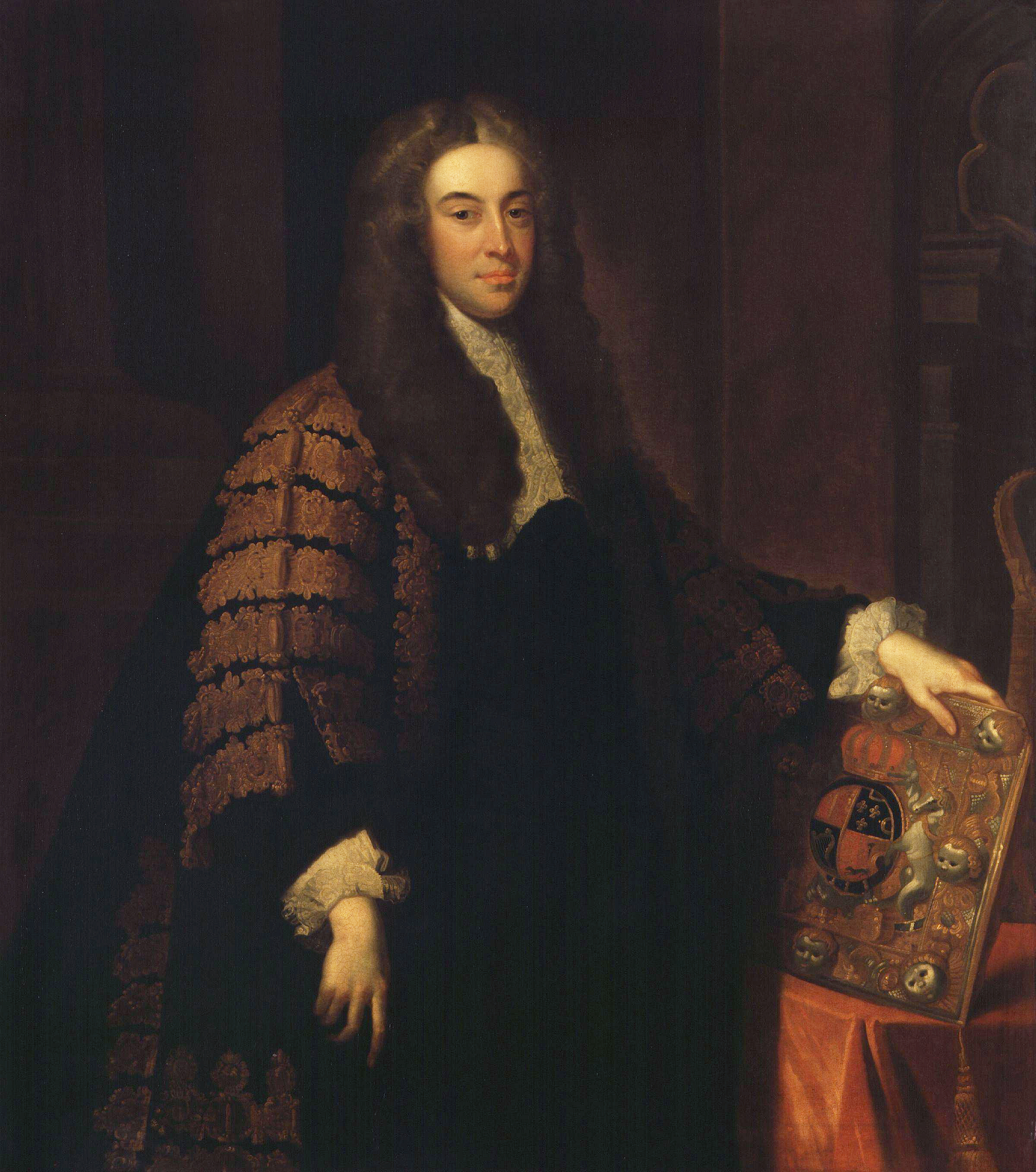
Charles Talbot. Porträt von John Vanderbank

Charles Talbot, 1. Baron Talbot of Hensol (* 1685; † 14. Februar 1737) war ein britischer Adliger, Jurist und Politiker. Er war von 1720 bis 1733 Abgeordneter im House of Commons und von 1733 bis zu seinem Tod Lordkanzler von Großbritannien.

## Herkunft und Jugend
Talbot entstammte einer in Worcester lebenden Seitenlinie der alten englischen Familie Talbot. Er war ein Nachfahre von Gilbert Talbot, einem jüngeren Sohn von John Talbot, 2. Earl of Shrewsbury. Er war der älteste Sohn von William Talbot und von Catherine King, einer Tochter von Richard King aus London. Er besuchte das Eton College und studierte anschließend am Oriel College in Oxford, wo er 1704 seinen Abschluss als Bachelor machte.

## Juristische Karriere
Im selben Jahr wurde Talbot Fellow des All Souls College. Sein Vater war 1699 Bischof von Oxford geworden, und ursprünglich wollte auch sein Sohn Geistlicher werden, doch auf Rat des späteren Lordkanzlers Lord Cowper schlug er eine juristische Laufbahn ein. Am 28. Juni 1707 wurde er Barrister am Inner Temple und 1714 wurde er Bachelor of Laws in Lambeth. Am 31. Mai 1717 wurde er zum Solicitor General von Georg, dem Prince of Wales, ernannt. 1720 wurde er durch Nachwahl Abgeordneter für Tregony in Cornwall für das House of Commons gewählt, doch für die Parlamentswahl von 1722 wurde er von seinem Vater, der im Vorjahr Bischof von Durham geworden war, als Kandidat der Whigs für Durham aufgestellt und gewählt. Im House of Commons unterstützte er durch zahlreiche Redebeiträge die Regierung. Am 23. April 1726 wurde er Solicitor General. In diesem Amt arbeitete er die nächsten sieben Jahre eng mit dem Attorney General, seinem Freund Sir Philip Yorke, zusammen. Nach dem Tod des Lord Chief Justice Robert Raymond und Rücktritt des Lordkanzlers Peter King wurde Talbot auf Vorschlag von Premierminister Walpole am 29. November 1733 Lordkanzler, während Yorke Lord Chief Justice wurde. Formell hätte Yorke mehr Ansprüche auf das Amt des Lordkanzlers gehabt, doch Walpole hielt Talbot wegen seiner geringen Kenntnisse im Common Law für das Amt des Lord Chief Justice ungeeignet, stattdessen erhöhte er Yorkes Bezüge als Lord Chief Justice. Am 5. Dezember 1733 wurde Talbot zum Baron Talbot of Hensol erhoben, womit er Mitglied des House of Lords wurde und sein Mandat als Abgeordneter verlor. Als Lordkanzler arbeitete er weiter eng mit Yorke zusammen. 

## Familie und Nachkommen
Im Sommer, vermutlich im Juni 1708 heiratete Talbot Cecil Matthews, eine Tochter von Charles Matthews von Castell-y-Mynach in Glamorgan. Seine Frau war die Enkelin und Erbin von Richter David Jenkins von Hensol. In Hensol errichtete Talbot ein neues Herrenhaus im Neo-Tudorstil. Er hatte mehrere Kinder, darunter:
- Charles Richard Talbot († 1733)
- William Talbot (1710–1782)
- John Talbot († 1756)
- George Talbot († 1782)

Nach seinem Tod erbte sein ältester überlebender Sohn William den Titel.